# Cottens (Friburgo)
Cottens é uma comuna da Suíça, no Cantão Friburgo, com cerca de 1.022 habitantes. Estende-se por uma área de 4,97 km², de densidade populacional de 206 hab/km². Confina com as seguintes comunas: Autigny, Farvagny, Hauterive, La Brillaz, Neyruz.
A língua oficial nesta comuna é o Francês.